# BAC Mono
BAC Mono — дрібносерійний одномісний спортивний автомобіль, який виробляється британською компанією Briggs Automotive Company. Позиціонується як автомобіль для треку, аналогічний Ariel Atom та Caterham 7. Виробляється з 2011 року і коштує близько $175 000.
Автомобіль був сконструйований з партнерством інженерів Cosworth, Hewland, Sachs Racing, AP Racing, Kumho Tire, а за допомогою Штутгарського інституту автотранспорту та мотобудування була допрацьована аеродинаміка. Незважаючи на міжнародний склад конструкторів, виробник підкреслює англійське походження автомобіля. Briggs Automotive Company підрахувала, що при виготовленні BAC Mono використовується 1250 компонентів від 100 постачальників, з яких 95 % розташовані у Великій Британії, а 45 % це місцеві компанії з Ліверпуля і Півно-Західного регіону.

## Двигуни
- 2.3 л Ford Duratec Cosworth І4 290 к.с.
- 2.5 л Ford Duratec Cosworth І4 309 к.с.
- 2.3 л Ford Duratec Cosworth І4 337 к.с.
- 2.5 л Ford Duratec Cosworth І4 345 к.с.